# Bundesanstalt für Landwirtschaft und Ernährung

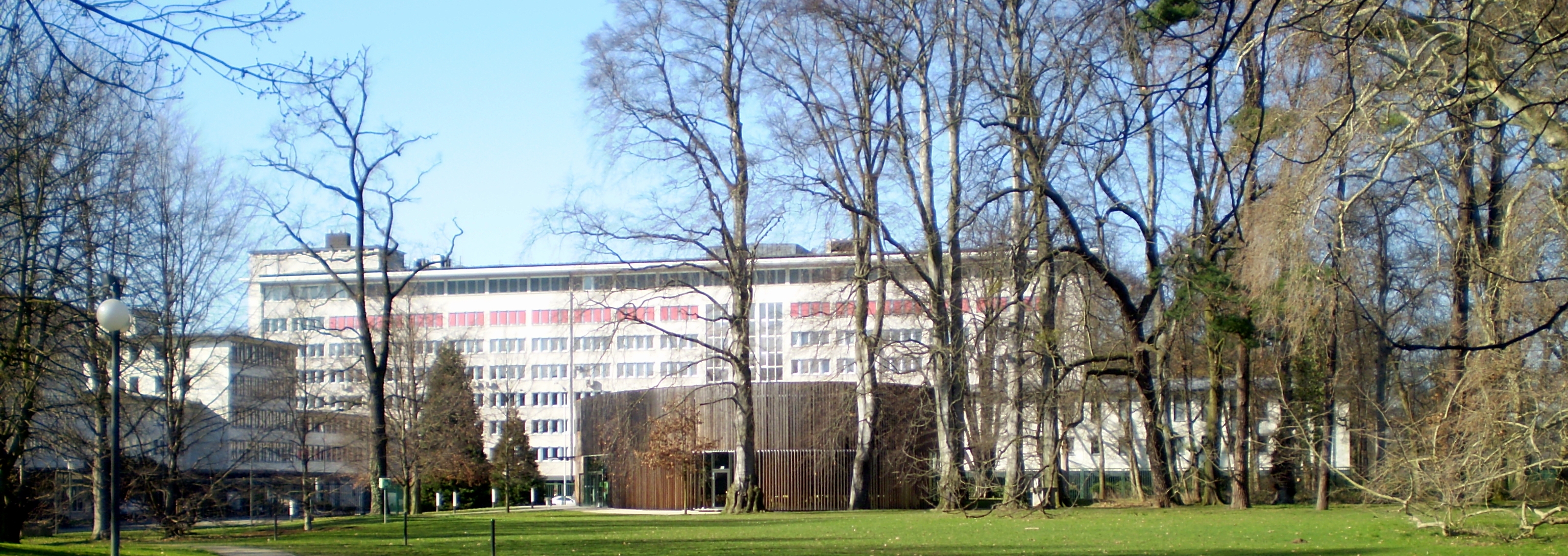
Ehemalige US-Botschaft in Bonn, Deichmanns Aue 29, Sitz der BLE

Die Bundesanstalt für Landwirtschaft und Ernährung (BLE) mit Sitz in Bonn ist die zentrale deutsche Umsetzungsbehörde für Landwirtschaft und Ernährung. Sie ist eine bundesunmittelbare rechtsfähige Anstalt des öffentlichen Rechts mit Dienstherrnfähigkeit. Die Rechts- und Fachaufsicht übt das Bundesministerium für Landwirtschaft, Ernährung und Heimat (BMLEH) aus.

## Geschichte
Die Errichtung erfolgte am 1. Januar 1995. Dazu wurden die damalige Bundesanstalt für Landwirtschaftliche Marktordnung (BALM) und das Bundesamt für Ernährung und Forstwirtschaft (BEF) zusammengelegt. Die Zentralstelle für Agrardokumentation und -information wurde 2007 und der aid infodienst 2017 integriert. Seit 2005 hat die BLE ihren Sitz in Bonn-Rüngsdorf im ehemaligen Gebäude der Botschaft der Vereinigten Staaten. Davor saß die Behörde in Frankfurt am Main.

## Organisation
Die BLE hat rund 1800 Beschäftigte und ist in sechs Abteilungen sowie zwei Stabsstellen gegliedert. Sie hat neben ihrem Hauptsitz in Bonn ausgelagerte Referate und Außenstellen in Hamburg, Weimar, München und Berlin. Büros für Aufgaben der Qualitätskontrolle finden sich in Bremerhaven, Frankfurt am Main (Flughafen, Großmarkt), Hamburg (Hafen, Großmarkt) und Köln.

## Aufgaben

### Landwirtschaft
Im Bereich der Landwirtschaft hat die BLE zahlreiche Aufgaben in der Marktorganisation, als Projektträger und als Informationsdienstleister.
Die BLE ist Marktordnungsstelle im Bereich der EU-Agrarmarkt- und Außenhandelsregelungen. Sie ist insbesondere zuständig für die Intervention von Waren, private Lagerhaltung (PLH) und Beihilfemaßnahmen. Als Genehmigungsstelle für den grenzüberschreitenden Waren- und Dienstleistungsverkehr mit Erzeugnissen der Ernährungs-, Land- und Forstwirtschaft erteilt die BLE Ein- und Ausfuhrlizenzen. In der Marktbeobachtung und -berichterstattung hat die BLE Meldeverfahren für die Unternehmen der Fett-, Getreide-, Stärke-, Futtermittel-, Milch- und Zuckerwirtschaft eingerichtet.
Die BLE sorgt als Projektträger (ptble) für eine ordnungsgemäße Durchführung und fachliche Betreuung von Forschungs-, Innovations-, Modell- und Demonstrations- sowie von Entscheidungshilfevorhaben im Bereich Landwirtschaft, die mit Mitteln des BMEL finanziert werden. Auf internationaler Ebene unterstützt die BLE das BMEL in allgemeinen Fragen der internationalen Zusammenarbeit und der Welternährung und nimmt Aufgaben im Bereich der EU-Forschungskoordination wahr.
Die BLE ist außerdem verantwortlich für die Beschaffung, Lagerung, Kontrolle und den regelmäßigen Austausch der Bundesreserve Getreide und der Zivilen Notfallreserve.
Das Bundesinformationszentrum Landwirtschaft (BZL) in der BLE ist der Informationsdienstleister für die Themen Landwirtschaft, Forstwirtschaft, Fischerei, Gartenbau, Sonderkulturen sowie Imkerei und ihre Erzeugnisse.
Das Informations- und Koordinationszentrum für Biologische Vielfalt betreibt die Zentrale Dokumentation Tiergenetischer Ressourcen in Deutschland, in der u. a. die Zuchttierbestände in Deutschland erfasst und dokumentiert sind.

### Bundeszentrum Weidetiere und Wolf in Eberswalde
Im April 2021 eröffnete die Bundesanstalt in Eberswalde ein „Bundeszentrum Weidetiere und Wolf“. Es soll „praxisgerechte Lösungen und Möglichkeiten der Koexistenz von Weidetieren und Wolf […] erarbeiten und Konflikte […] verringern“. Als die wesentlichen Aufgaben gibt die BLE dies an: jährliche Übersicht der Herdenschutzmaßnahmen in den Ländern, Erfassung der Ursachen für Wolfsübergriffe auf Weidetiere, Optimierung des Schutzes von Weidetieren einschließlich der Entwicklung von Forschungsvorhaben hierfür, „Optimierung von Abläufen nach einem Wolfsübergriff sowie Verbesserung der Verfahren der Entschädigungspraxis in Zusammenarbeit mit den Ländern“, „Klärung von Finanzierungsfragen des Herdenschutzes“, „Förderung des Dialogs zwischen Weidetierhaltern, den Verbänden des Naturschutzes und der Öffentlichkeit [sowie] Strategische Überlegungen zur Regulierung des Wolfes aus Sicht der Weidetierhaltung“. Das Zentrum ist mit drei Stellen und 300.000 Euro ausgestattet und für die beiden Jahre 2021 und 2022 vorgesehen.

### Ernährung und Lebensmittel
Im Bereich Ernährung und Lebensmittel nimmt die BLE Kontrollmaßnahmen, Informations- und Aufklärungsaufgaben sowie Projektträgeraufgaben wahr.
Die BLE überwacht die Einhaltung von Vermarktungsnormen und Etikettierungsvorschriften und führt spezielle Konformitätskontrollen durch. Außerdem ist die BLE bei der Zulassung von Etikettierungssystemen und bei der Eintragung und Kontrolle von geschützten Ursprungsbezeichnungen (Garantiert traditionellen Spezialitäten) tätig.
Die BLE fördert und betreut als Projektträger im Auftrag des BMEL nationale und internationale Forschungs-, Innovations- und Entscheidungshilfevorhaben sowie Aufklärungsmaßnahmen im Bereich Ernährung und Lebensmittel. Sie betreut auch Maßnahmen von IN FORM – Deutschlands Initiative für gesunde Ernährung und mehr Bewegung.

Das Bundeszentrum für Ernährung (BZfE) in der BLE informiert über Lebensmittel, Ernährung in verschiedenen Lebenslagen und nachhaltigen Konsum. Es schafft Transparenz über die Produkt- und Prozessqualität von Lebensmitteln und hilft dabei, Kompetenzen im Umgang mit Lebensmitteln zu stärken. Die Informationsprodukte des BZfE richten sich dabei einerseits an Verbraucher sowie andrerseits an Multiplikatoren aus dem Gesundheitsbereich. Das BZfE nahm zum 1. Februar 2017 mit rund 50 Mitarbeitern seine Arbeit auf.

### Ländliche Entwicklung
Ländliche Gebiete als wirtschaftlich, ökologisch und sozial lebensfähige und attraktive Lebensräume zu erhalten, ist ein wichtiges Anliegen des BMEL und der Europäischen Union. Vor diesem Hintergrund ist auch die BLE in der Entwicklung der ländlichen Räume aktiv.
Mit der Deutschen Vernetzungsstelle Ländliche Räume (DVS) und dem Kompetenzzentrum Ländliche Entwicklung werden die Ziele der ländlichen Entwicklungspolitik sowohl auf Bundes- als auch auf EU-Seite umgesetzt und weiterentwickelt. Die DVS nimmt vor allem Informations- und Vernetzungsaufgaben rund um das Thema Ländliche Räume wahr, während das Kompetenzzentrum Ländliche Entwicklung als Projektträger Vorhaben verschiedener Förderprogramme zur Unterstützung ländlicher Gebiete betreut.

### Wald und Holz
Die BLE ist nach dem Holzhandels-Sicherungs-Gesetz zuständig für Prüfung von Genehmigungen für legal geschlagenes Holz. Außerdem nimmt die BLE Aufgaben des Forstvermehrungsgutgesetzes wahr, wie zum Beispiel die Führung des Registers über zugelassenes Ausgangsmaterial und der Liste der Forstsamen- und Forstpflanzenbetriebe.

### Fischerei
Im Bereich der Fischerei sorgt die BLE für die Einhaltung der gesetzlichen Regelungen. Sie verwaltet die nationalen Fangquoten in Koordination mit den Behörden anderer EU-Mitgliedsstaaten und verantwortet den nationalen Fischereischutz. In der Ausschließlichen Wirtschaftszone, das heißt außerhalb von zwölf Seemeilen vor der deutschen Küste, ist die BLE für die Einhaltung der nationalen und internationalen fischereirechtlichen Regelungen sowie die Umsetzung der EU-Fischereipolitik zuständig. Die BLE bereedert drei Fischereischutzboote und drei Fischereiforschungsschiffe, mit denen sie Teil des Koordinierungsverbundes Küstenwache ist.
Die BLE ist Teil des Bund-Länder-Verbundes Maritimes Sicherheitszentrum (MSZ) und dort für die Überwachung der Fischerei zuständig.

### Klima und Energie
Die Geschäftsstelle des Bundesprogramms zur Förderung von Maßnahmen zur Steigerung der Energieeffizienz in der Landwirtschaft und im Gartenbau ist in der BLE angesiedelt. Ziel des Programms ist es, Investitionsanreize zu setzen und neue energieeffiziente Technologien in die Praxis einzuführen. Als Projektträger betreut die BLE hierzu verschiedene Vorhaben.
Für den Anbau der nachwachsenden Rohstoffe übernimmt die BLE nationale Kontroll- und Zertifizierungsaufgaben. Sie kontrolliert den nachhaltigen Anbau, die Verwendung und die nachhaltige Erzeugung von Biomasse.

### Dienstleistungen
Die BLE übernimmt vielfältige Verwaltungs- und IT-Dienstleistungen. Als Verwaltungsdienstleistungszentrum ist sie schwerpunktmäßig für das BMEL sowie die Einrichtungen in dessen Geschäftsbereich tätig. Auch für andere Ressorts werden Verwaltungsdienstleistungen erbracht. Das Angebot besteht für alle Behörden und Einrichtungen der Bundesverwaltung.

## Präsidenten
- 1995–2004: Günter Drexelius
- 2004–2010: Robert Kloos
- 2010–2023: Hanns-Christoph Eiden
- seit 1. Juni 2023: Margareta Büning-Fesel[9]

Vizepräsidenten
- 1995–1997: Werner Apel
- 1997–1999: Peter Blanckertz
- 2000–2011: Barbara Heymann
- 2011–2023: Christine Natt
- seit 23. November 2023: Matthias Nickel[10]